# Саут Кли Елум (Вашингтон)
Саут Кли Елум (енгл. South Cle Elum) град је у америчкој савезној држави Вашингтон. По попису становништва из 2010. у њему је живело 532 становника.

## Демографија
Према попису становништва из 2010. у граду је живело 532 становника, што је 75 (16,4%) становника више него 2000. године.
| Група             | 2000.       | 2010.       |
| Белци             | 422 (92,3%) | 478 (89,8%) |
| Афроамериканци    | 0 (0,0%)    | 2 (0,4%)    |
| Азијати           | 1 (0,2%)    | 4 (0,8%)    |
| Хиспаноамериканци | 20 (4,4%)   | 27 (5,1%)   |
| Укупно            | 457         | 532         |